# Газета «Дубенська правда»
Дубенська правда — Дубенська повітова громадсько-політична газета, що висвітлювала різні аспекти життя м. Дубно та Дубенського району. Виходила до 1945 року українською мовою у Дубні. Станом на 1939 рік газета «Дубенська правда» мала загальний наклад 8 тис. примірників.

## Історія

### Радянська доба
Повітова газета Дубенського повіту, яка була заснована 10 грудня 1939 року. Виходила 25 раз на місяць на одному листку формату А2, тиражем у 8000 примірників. Головним редактором було призначено Василя Дементійовича Черняхівського. Виходила до 25 червня 1941 року. Відновила свою роботу 17 березня 1944 року під назвою «Дубнівська правда», як орган міськкому КПРС, після звільнення від німецької окупації м. Дубно. Головний редактором знову було призначено ветерана війни Василя Дементійовича Черняхівського.
«Дубнівська правда» була перейменована на «Червону зірку», головним редактором якої став Григорій Іванович Пінчук, ветеран Другої світової війни, який воював у партизанському з'єднанні Сидора Ковпака. Після нього газету очолив Петро Ананійович Кулінець.

### Незалежна Україна
Головний редактор «Червоної Зірки» Петро Ананійович Кулінець наприкінці 90-х на хвилі демократизації України та за сприяння тодішнього народного депутата Верховної Ради УРСР Василя Білого закрив газету і утворив газету «Вісник Дубенщини», яка почала виходити як орган Дубенської міської ради.
Міський комітет комуністичної партії почав видавати свою газету «Червона зірка», як орган міського комітету КПРС, яка друкувалась півтора року. Очолював «Червону Зірку» Віталій Пилипчук, журналістом працював Микола Мороз.
Наступним редактором газети «Вісник Дубенщини» були Віталій Пилипчук та Наталія Ткач. Завідділом газети працювала Ліда Шевчук.
«Вісник Дубенщини» був ліквідований в 2006 році. На її місці була утворена газета «Замок», як орган Дубенської міської ради. Головним редактором було обрано Миколу Мороза.
В 2016 році згідно Указу Президента Петра Порошенка про роздержавлення друкованих видань газета «Замок» почала публікувати матеріали, як самостійна незалежна газета. Це право колективу довелось виборювати у суді.